# Canon AS-100
Canon AS-100 (AS-100) је професионални рачунар фирме Кенон (Canon) који је почео да се производи у Јапану током 1982. године.
Користио је Intel 8088 микропроцесорску јединицу а RAM меморија рачунара је имала капацитет од 128 KB (до 512 KB). 
Као оперативни систем кориштен је CP/M 86, MS-DOS, HAI.

## Детаљни подаци
Детаљнији подаци о рачунару AS-100 су дати у табели испод.
|                       | |
| [ 1 ]                 | |
| Произвођач            | Кенон |
| Тип                   | професионални рачунар |
| Меморија              | 128 (до 512 KB) |
| Поријекло             | Јапан |
| Година                | 1982 |
| Тастатура             | тастатура са пуним помаком тастера са функцијским тастерима, тастери смјера и нумеричка тастатура. 98 тастера. Characters repetition. |
| Процесор              | |
| Фреквенција процесора | 4,7 |
| RAM                   | 128 (до 512 KB) |
| ROM                   | 4 (boot) |
| Текст                 | 80 x 25 - матрица знакова: 9 x 7 |
| Графика               | 640 x 400 (8 боја) |
| Боја                  | 27 боја |
| Звук                  | уграђени звучник |
| Димензије             | тастатура: 48 x 18,5 x 3,2 - 2,2 / монитор: 40 x 34,4 x 43 - 19,5 / 5.25-инчни дискови: 8 x 34,4 x 37 - 6,3                           |
| Портови               | |
| Оперативни систем     | |